# 空電プッシュ
空電プッシュ（からでんプッシュ）は、NTTコムオンライン・マーケティング・ソリューション株式会社が提供する、企業／法人向けのSMS（ショートメッセージサービス）送信サービス。

## 概要
2017年に株式会社ミック経済研究所が発行した市場調査リポートによれば、空電プッシュはA2P-SMS市場（法人から消費者にメッセージを送信する（Application to Person）市場）においてSMS配信数ならびに配信数シェアが1位となっている。
NTTグループのマーケティング会社である信頼性から、クレジットカード、銀行・消費者ローン、生保・損保など金融・生損保分野に非常に強く、同業種分野においてSMS配信数シェアで約6割に上ると評価されている。

## 経歴
- 2011年6月 - 株式会社NTTメディアクロスがサービスを開始
- 2015年7月 - NTTコム オンライン・マーケティング・ソリューション株式会社に事業譲渡
- 2016年6月 - Salesforce社「Salesforce Marketing Cloud」の日本国内向けSMS配信プラットフォームとして採用
- 2017年7月 - SMS送信市場シェア1位を獲得

## 特徴
高セキュリティ
国内主要携帯3キャリアとクローズドなネットワークを構成し、高いサービス品質とNTTグループのセキュリティ機関との連携により強固なセキュリティを実現。
高信頼性
24時間365日有人監視及び有人受付を実施しており、深夜に故障が発生しても迅速に対応が可能。豊富な実績をもとに、申込みから開通まで完全サポート。
高機能
操作性の高いユーザーインターフェースと利便性の高いユーザーサポート機能により快適に利用が可能。様々な機能でシステムと柔軟に連携できる。

## 機能
Web送信（個別送信・一斉送信）
宛先となる電話番号の個別入力送信や、CSVファイルアップロードによる一斉送信をPCのWeb画面から簡単に行える。
API送信（業務システムと連携した送信）
自身のシステムから空電プッシュのAPIを利用することで、業務に連携したSMS送信を行うことができる。
IVR経由送信（音声自動応答装置からの送信）
電話の音声ガイダンスにあわせてSMSを送ることができる。
双方向SMS
ユーザーと企業が双方向にコミュニケーションできるプラットフォーム。SMSを送信するだけでなく、お客様からの返信に対して、自動応答が可能。